# 狂犬病
狂犬病（又称瘋狗症，意為“瘋狂”）是一種由狂犬病病毒引起的人畜共患病，可於恆溫動物身上造成嚴重腦炎。对于未接受疫苗免疫的感染者，當神經症狀出現後，结果几乎总是死亡，无论治疗与否或程度如何。但对于有狂犬病暴露风险者，只要及時接种疫苗或使用狂犬病免疫球蛋白，一般都能诱发身体产生足够的免疫力从而消灭狂犬病毒。狂犬病的早期症狀包括發燒與傷口的刺痛感，稍後則可能會出現暴力行為、不可自制的興奮感、恐水症、部分肢體癱瘓、意識混亂或喪失知覺。狂犬病自染病到病發的時間為一至三個月，但長可長至一年，短可短到一週內，发病时间取决于病毒沿着周围神经进犯到中枢神经系统的距离。
狂犬病通常由其他動物傳染給人類，被染病動物或患病者抓傷或咬傷都可能感染，染病動物的唾液在與其他動物或人類的黏膜接觸時也具有傳染力。哺乳动物中，灵长目、食肉目、翼手目等都可能染病，如人、貓、狗、雪貂、鼬獾、貉、浣熊、臭鼬、狐狸、狼、熊、蝙蝠还有馬。大多數的人類狂犬病案例都是被染病犬隻咬傷（>99% )，尤其在非洲國家及印度等第三世界國家。在美國等發達的國家，因為犬隻普遍接受疫苗及流浪動物控管，因此蝙蝠則是最常見的狂犬病原因（狗造成的案例<5%）。齧齒目動物如松鼠、花栗鼠及天竺鼠等極少感染狂犬病（除海狸外），故被啮齿动物如鼠咬伤后應尋求專業建議，經評估後決定是否要注射狂犬病的疫苗。
狂犬病患者發病後存活率极低，僅有少數狂犬病發病人能在接受密集的密爾沃基療法後生存，截至2016年，只有14人在出现症状后幸存下来。该病每年在全世界造成约59,000人死亡，其中约40%是15岁以下儿童。超过95%的人类狂犬病死亡病例发生在亞洲與非洲的与，死亡病例絕大多數（99%）由狗引起。除了南極洲外，狂犬病遍佈世界其他六大洲中的150餘個國家。有三十億人居住在仍有狂犬病的國家中。在歐美等发达国家，狂犬病已经很少见，其中日本自20世纪50年代以来从来没有本土病例。動物管制與疫苗施打计划使得許多地區的犬隻感染狂犬病風險下降。對於感染狂犬病高風險者，如工作需要與蝙蝠接觸或長期在狂犬病盛行的國家工作，一般建議在暴露於危險前施打疫苗。。針對已經暴露狂犬病的患者，狂犬病疫苗與狂犬病抗體都能在症狀出現前阻止疾病的繼續惡化。被動物咬傷後以清水、肥皂、優碘、或人體用清潔劑清洗傷處十五分鐘或許可殺死病毒，並在某種程度上有效防止病毒傳播。

## 病原体

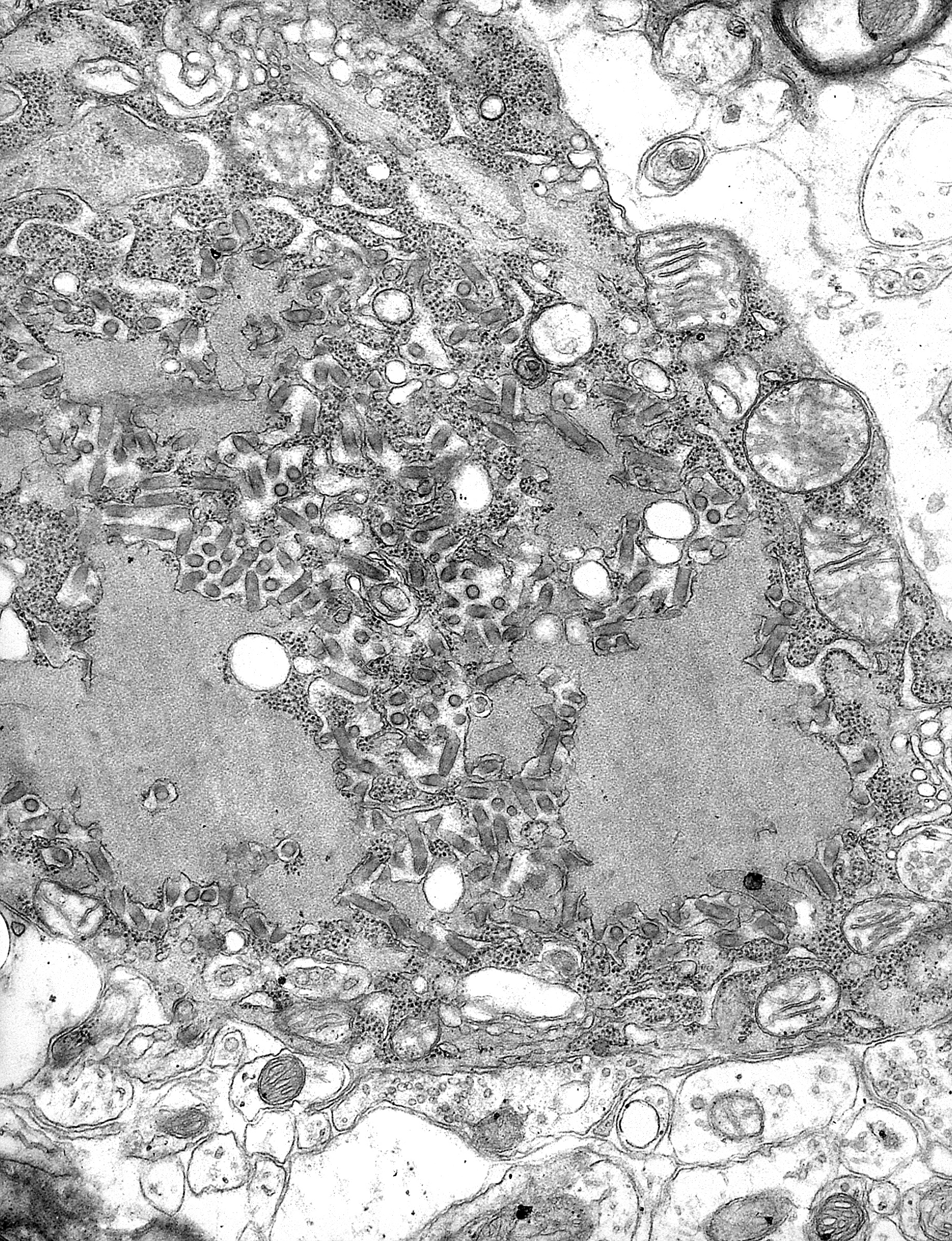
顯微鏡下的無數狂犬病病毒粒子（小暗灰色棒狀粒子）和内基小体（Negri bodies）

导致狂犬病的病原体是弹状病毒科狂犬病病毒属的狂犬病病毒（Rabies Virus）。
狂犬病病毒对热、紫外线、日光、干燥的抵抗力较弱，也易被强酸、强碱、甲醛、碘、乙酸、乙醚、肥皂水及离子型和非离子型去污剂灭活。

## 病理
狂犬病病毒进入人体后首先侵染肌细胞或者皮肤细胞，并在其中渡过潜伏期，而后通过肌细胞、皮肤细胞和神经细胞之间的乙酰胆碱受体进入神经细胞，沿神经细胞的轴突缓慢上行，上行到脊髓，进而入脑，并不沿血液扩散。病毒在脑内感染海马区、小脑、脑干乃至整个中枢神经系统，並在灰质大量复制，沿周围神经下行到达唾液腺、角膜、鼻黏膜、肺、皮肤等部位。狂犬病病毒对宿主主要的损害来自内基小体（Negri bodies），即为其废弃的蛋白质外壳在细胞内聚集形成的嗜酸性颗粒，内基小体广泛分布在患者的中枢神经细胞中，也是本疾病实验室诊断的一个指标。
狂犬病病毒在周围神经组织里的平均移动速率是3mm/h，上行到中枢神经组织（脑-脊髓）后可在一天内繁殖扩散到整个中枢神经组织内。因此，伤口离脑-脊髓越远，潜伏期就越长，疫苗就越有可能及时生效从而有效预防狂犬病发作。

## 传播
包括人类在内的所有温血动物都可能感染狂犬病病毒并出现症状。1884年，人类首次在鸟类身上成功实现狂犬病人工感染。然而，受感染鸟类即使出现症状也极为轻微，且通常能够康复。
该病毒还适应在变温动物的细胞中生长大多数动物都可能被病毒感染，并将疾病传染给人类。在全球范围内，大约 99% 的人类狂犬病病例来自犬。该病毒通常存在于有症状的狂犬病动物的神经和唾液中,感染途径通常是通过咬伤。在许多情况下，受感染的动物具有特别的攻击性，可能会无端攻击，并表现出其他异常行为。在典型感染后，病毒进入周围神经系统，然后它沿着传出神经逆行到中枢神经系统。在此阶段，狂犬病病毒在宿主体内难以被有效检出，但疫苗接种仍能诱导细胞免疫应答，从而预防有症状狂犬病的发生。当病毒侵入中枢神经系统后，会迅速引发脑炎并进入前驱期，此时狂犬病的临床症状开始显现。患者一旦出现典型症状，临床干预基本无效，病死率逾99%。狂犬病毒还可引发脊髓炎症，继而发展为横贯性脊髓炎。
虽然狂犬病理论上存在通过咬伤传播的可能性，但由于感染者通常已被隔离治疗，目前尚无此类传播的可靠病例记录。狂犬病的人传人个案主要通过器官移植或黏膜途径发生。2004年美国曾发生一例未确诊狂犬病患者逝世后捐献器官事件，致使四名受捐者因感染狂犬病死亡。2013年美國研究人員表示，一宗罕見的人類感染浣熊狂犬病病例，造成美國一名腎臟捐贈者在2011年死亡，他的器官移植接受者也在18個月後病發身亡。2015年中国湖南报告了 1 例通过器官捐赠传播狂犬病的病例，一名先前健康的 2 岁患者因出现发烧、失眠和情绪激动而被送往医院。第13天确诊病毒性脑炎，怀疑狂犬病。然而，对血清样本进行的狂犬病病毒抗体检测结果为阴性，尽管临床工作人员对此表示怀疑，但遗体仍可用于捐赠。捐赠者的肾脏和肝脏被移植到另外两名患者身上，他们最终死于狂犬病。此外，2013年，中国一名男子在吮吸被流浪狗咬伤的儿子的伤口后通过黏膜暴露感染了狂犬病。该男子拒绝暴露后预防并发病死亡;儿子接受了预防并幸存下来。

## 临床表现

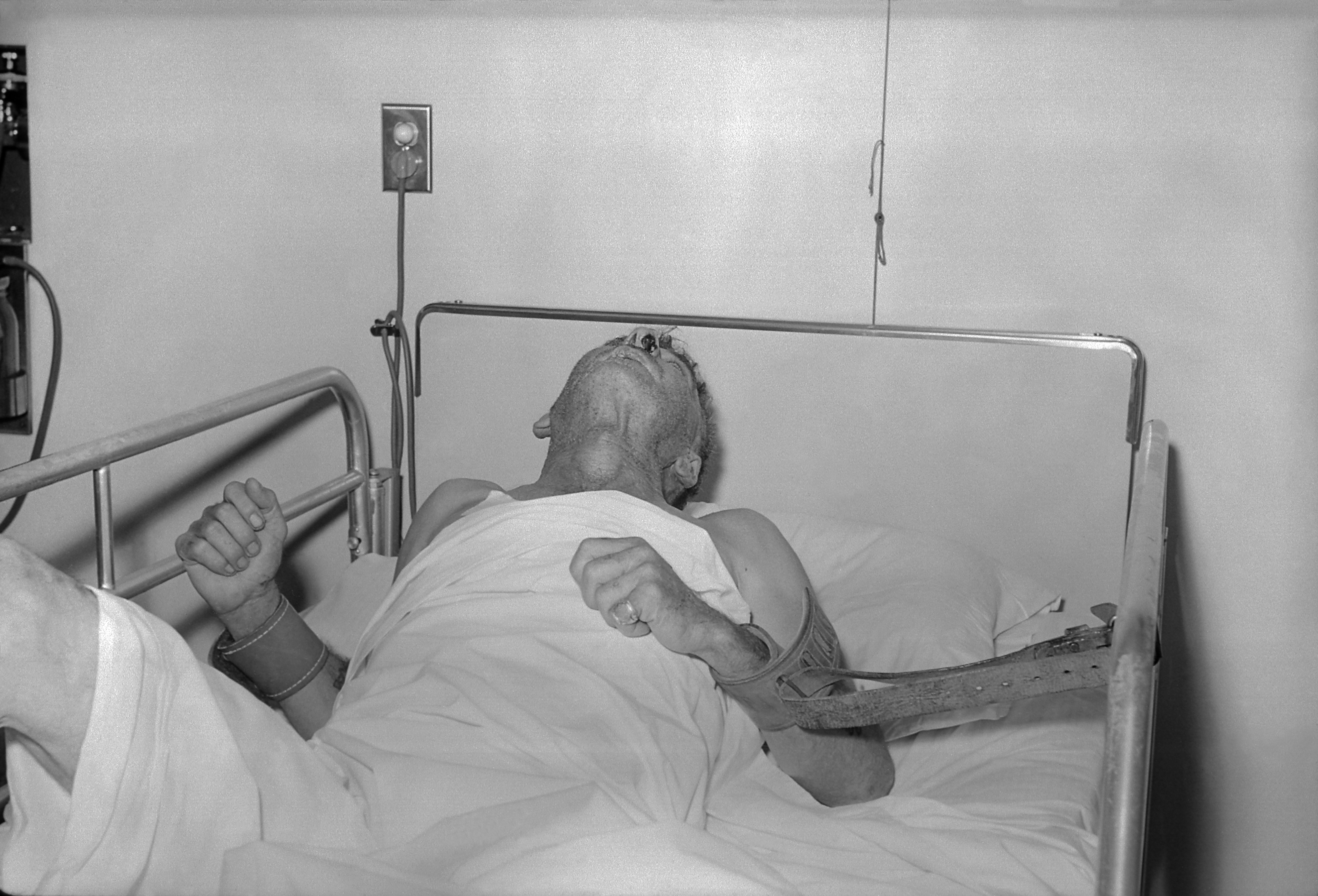
狂犬病患者

### 潛伏期
潛伏期通常為1-2月，但時間變化大，在记录中曾出现4天到数年不等，但目前WHO认可的狂犬病的潜伏期不超过1年。此時病毒在傷口處肌肉內繁殖，時間視其肌肉與中樞神經的距離，以及病毒的感染量、視傷口潰爛程度、免疫力等因素而定。潜伏期中感染者没有任何症状，也不具傳染性。在此階段的治療最有效，可以透過注射疫苗來治療。

### 初期（前驅期，持續2至10日）
大多数患者出现非專一性的症狀，包括全身不適、發燒、四肢無力、疲倦乏力、不安、噁心、 食欲不振等，對疼痛、聲音、光線等等外界刺激敏感，咽喉出现紧缩感。由于病毒在傷口附近大量繁殖而造成周围神经刺激，因而感到傷口附近有麻木、发痒、刺痛或蟲類爬行的感覺。此階段是病毒從周邊神經轉移至中樞神經的過渡期。

### 中期（痉挛期，約持續1至3日）
此時病毒在中樞神經內大量繁殖，造成破壞，原先各種症狀轉趨強烈、明顯，且出現嚴重痉挛。患者開始精神錯亂而出現幻觉、譫妄、幻聽等等症狀，同時對於光、聲音、水、風等外界刺激的反應變得更加激烈，其中對水的反應最劇烈。因迷走神经核、舌咽神经核及舌下神经核受损，引起呼吸道的保護性反射，呼吸肌、吞咽肌痉挛而出现恐水、吞嚥及呼吸困難等症狀，並可能持續5分鐘。由于恐水是多数患者都會出現的症狀，該表現為確認罹患狂犬病與否的重要症狀之一，也因此狂犬病在其历史上也偶被称为恐水症（hydrophobia）。此「恐水」表現相當多元，舉凡「喝水」、「流水聲」、「看見水」可能導致咽喉肌严重痉挛。

### 末期（瘫痪期，持續6至18小時）
症状最终发展为谵妄和昏迷。隨痉挛抽搐逐渐停止，病情進入末期。此時患者似乎逐渐趨於安静，少数病人病情出現短暂好轉且恢復意識，能配合治療、简单回答问话、或勉强飲水與進食。疾病似有好转，但意識將很快再陷入模糊，各種瘫痪症状逐步出現，包括「颜面瘫痪」、「腹壁反射、提睾反射、膝躍反射」等生理反射消失的症狀也會出現。此時病患迅速陷入昏迷，呼吸逐渐减弱、不規則，出现大量「痰音」。脈搏逐步減弱、不规则，甚至無法測得。心跳減緩、心率混亂且血壓逐步下降。皮膚失去血色轉為濕冷並出现花纹且指端青灰。死亡通常发生在出现症状后的 2 到 10 天。一旦出现症状，即使在重症监护下，存活率也几乎是未知的。

## 诊断
狂犬病可能难以诊断，因为在早期阶段，它很容易与其他疾病，甚至是简单的攻击性气质相混淆。诊断狂犬病的“黃金标准”是荧光抗体测试 (FAT)，这是一种免疫组织化学程序，该标准由世界卫生组织 (WHO) 推荐。FAT 依赖于检测分子（通常是异硫氰酸荧光素）与狂犬病特异性抗体偶联形成结合物的能力以结合狂犬病抗原并可以使用荧光显微镜技术观察狂犬病抗原。这种对样品的显微分析是唯一能够在短时间内以较低成本鉴定狂犬病病毒特异性抗原的直接方法，且与宿主的地理来源和状态无关。
RT-PCR检测被证明是用于常规诊断目的的一种足够敏感的特异性工具，可以从病人死后采集的脑组织样本中可靠地做出诊断。也可以通过唾液、尿液和脑脊液样本进行诊断，但这不如脑样本敏感或可靠。
观察脑组织样本中是否存在一种特异性脑包涵体（内基小体）也可100%诊断为狂犬病感染，但仅在大约80%的病例中发现。

## 预防和治疗

### 彻底清洗伤口
在接触后，立即用消毒剂充分清洗伤口，如双氧水、碘基消毒剂、0.1%新洁尔灭，或20%肥皂水，迫不得已的时候甚至只用清水洗涤也有意义，需要彻底冲洗和清洗伤口15分钟以上。但是注意不要用嘴吸伤口，因为口腔中的微小破损可能拉近狂犬病毒与脑的距离。（参见前面关于病理部分的描述。）较深伤口冲洗时，用注射器伸入伤口深部进行灌注清洗，做到全面彻底，再用75%乙醇消毒，继之用浓碘酊涂擦。局部伤口处理愈早愈好，即使延迟1、2天甚至3、4天也不应忽视局部处理，此时如果伤口已结痂，也应将结痂去掉后按上法处理。

### 施打疫苗

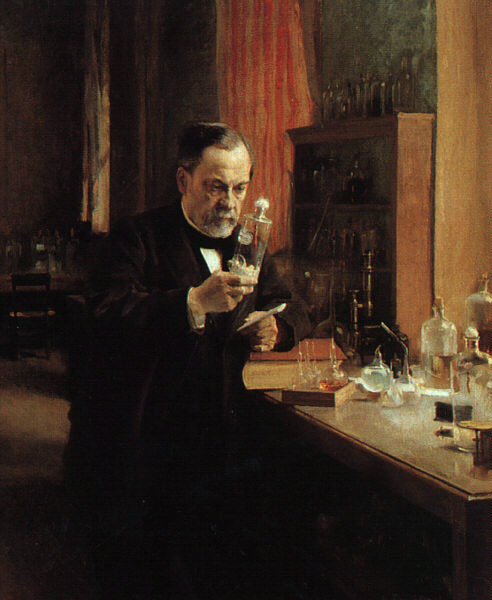
發明狂犬病疫苗的路易·巴斯得（Louis Pasteur）

在发病前预防狂犬病需要使用狂犬病疫苗，在狂犬病病毒破坏人的中枢神经之前激发免疫系统产生足够的抗体。狂犬病疫苗于1885年由路易·巴斯德发明，他在一個被患狂犬病的狼咬傷的9歲兒童身上試用成功，這項成果被譽為“科學紀錄中最傑出的一項”。狂犬病疫苗的製備方法有利用動物腦組織培養或人體雙倍體細胞疫苗（HDCV），利用動物腦組織生產的疫苗价格便宜，但人體免疫反應較大，可能引發腦炎；而狂犬病病毒抗血清通常是用被感染后痊愈的马或羊的血液制备的。
接种疫苗的最佳时间是在被咬傷後24小時之內（越快越好），因為一般來說，狂犬病疫苗誘發淋巴B细胞產生抗體的速度快过狂犬病毒繁殖和破坏的速度，所以即使病毒已經入侵，於發作前接種仍然有效。為了謹慎起見，一般醫師會额外使用抗病毒血清浸润伤口周围或者注射，尽可能的减少体内狂犬病毒的数量，为免疫系统争取足够长的响应时间。但是如果使用抗毒血清的话，有必要加大疫苗的用量，以避免抗毒血清降低疫苗的效果。因為血清不論是對病毒還是疫苗都會無差別地形成「抗體-抗原」合體，進而失去對記憶B細胞及T細胞的免疫反應能力。如病毒已入侵中枢神經而发病后，即使接受被動免疫也很難挽回生命，因為免疫細胞較少進入中枢神經組織（血脑屏障的阻隔所致）。
根据与疑患狂犬病动物接触的严重程度，推荐的接触后预防措施如下（见表）：
| 接触类型 | 与疑患狂犬病动物的接触类型                                                                         | 接触后预防措施                                         |
| -------- | -------------------------------------------------------------------------------------------------- | ------------------------------------------------------ |
| I        | 触摸或饲喂动物，动物舔触处的皮肤完整                                                               | 无                                                     |
| II       | 轻咬裸露皮肤，或无出血的轻微抓伤或擦伤                                                             | 立即接种疫苗并对伤口进行局部处理                       |
| III      | 一处或多处穿透性皮肤咬伤或抓伤，动物舔触处的皮肤有破损；动物舔触处的粘膜被唾液污染；与蝙蝠有接触。 | 立即接种疫苗并注射狂犬病免疫球蛋白；对伤口进行局部处理 |

所有II类和III类接触在经过评估认为具有狂犬病危险时，就需要采取接触后预防措施。具有狂犬病危险的情况有：
- 咬人哺乳动物为已知的狂犬病贮主或媒介种属；
- 接触发生在仍有狂犬病的地区；
- 动物看起来有病或表现反常；
- 伤口或粘膜受到动物唾液的污染；
- 发生无端咬人情况；
- 动物没有接种疫苗。

### 10日观察法

每百万人口中因狂犬病死亡的人数(2012)
0
1
2–4
5–9
10–17
18–69

綠色為非狂犬病疫區(2013)

10日观察法的方法适用于非狂犬病疫区，但在接触后仍要立即开始预防措施。如果伤人动物在10日观察期内保持健康，或经可靠的实验室使用恰当诊断技术证明该动物未患狂犬病，则可以终止免疫接种。
世界卫生组织及美国美国疾病控制与预防中心均推荐10日观察法，但也同时明确指出：
- 10日观察法仅限于家养的犬、猫和雪貂，且伤人动物需有2次明确记载有效的狂犬病疫苗免疫接种史；
- 10日观察法要考虑众多因素，如：接触地区的动物狂犬病流行病学、伤口类型、伤口严重程度、伤人动物的临床表现及其免疫接种状况、伤人动物进行隔离观察的可能性以及实验室诊断的可获及性等。
- 接触后预防处置应立即开始，如有可能，应对可疑动物进行识别，隔离观察（外观健康的犬或猫）或安乐死后进行实验室检测，在等待实验室结果或观察期内，应继续进行疫苗的接触后预防接种。

“十日观察法”在中国大陆地区推广难度较大，主要难度就在于可操作性方面上。在发达国家的犬类接种率超过75%，发达国家部分地区属于非狂犬病疫区。而中国犬类的接种率较低，属于狂犬病疫区。尤其在中国大陆农村地区许多野狗处于无人看管状态，伤人动物无法确定是否接种过疫苗，同时伤人动物在逃跑后难以抓捕进行10日观察。

### 发病后的治疗
一旦发病，须将患者隔离在光线较暗和噪音小的地方；不能接受现场探视，只有参与治疗的专业人员才能进入，并穿着个人防护设备 (PPE)。如不涉及诱导昏迷等特殊治疗，狂犬病在发病后仅能进行姑息治疗和支持性护理：鼻饲、补水、控制电解质和酸碱紊乱；在交感神经过度活跃时使用β-受体阻滞剂。在重症监护下，患者的存活时间可一定程度被延长。

#### 诱导昏迷
2004年，美国少女Jeanna Giese 在未接种疫苗而狂犬病发的情况下得以幸存。她的医生（Willoughby）在她病发之初使她进入一种“诱导昏迷”状态，并使用了氯胺酮，咪达唑仑，利巴韦林（病毒唑）和金刚烷胺。这种治疗方法基于以下假设，即狂犬病的危害是由大脑暂时性功能障碍引起的，通过诱导产生的脑功能暂时性部分停止，可以避免这种损害，保护大脑免受破坏，同时也给免疫系统时间战胜病毒。在31天的隔离和76天的住院治疗后，Giese得以出院。除了无法走路和保持平衡，她保留了其他所有高级别的脑功能。在Radiolab的播客片断中，Giese回忆道，“我不得不学习如何站立，走路，转身，移动我的脚趾。在狂犬病后，我真的成为一个新出生的婴儿，不能做任何事情。我不得不重新学习一切…虽然我知道该怎么做，但我的身体却无法配合。这在心理上严重影响到我，你知道的，我还在恢复之中。”
对Giese的治疗方案，之后被称为“密尔沃基疗法”，并发展出不使用利巴韦林的新版本。在使用第一版治疗的25个病例中，有2人得以幸存。而使用修订版治疗的10个病例中，又有2人得以幸存。研究表明麻醉药物氯胺酮有抑制大鼠体内狂犬病病毒的作用，并且在密尔沃基疗法中被使用。
2008年4月10日，在哥伦比亚的卡利，狂犬病发的11岁男孩在诱导昏迷治疗后幸存，并且没有明显的脑损伤。
2011年6月12日，在美国加州洪堡县，8岁的女孩Precious Reynolds，成为世界上第三个，也是美国第二个被报导在未接受PEP（暴露后预防）而狂犬病发后恢复的案例。

## 犬隻狂犬病傳播控制方法
以下整理自世界衛生組織WHO的狂犬病諮詢報告：

### 控制犬隻狂犬病的國家性方針
在北美、西歐、日本、南美許多區域已經證明狂犬病是可以被消滅的，開發出可提供持續性免疫力的動物疫苗及大規模的疫苗注射接種工作為控制狂犬病的主要方式，除預防接種外，輔以移除流行區中的流浪動物亦有助於提升疫苗接種工作效率。
对于控制狂犬病，世卫组织主张以2004年10月在日内瓦举行的狂犬病专家磋商会的建议作为应对方针：
- 單純的全面無差別撲殺犬隻不一定是控制狂犬病的最佳方式，且可能會引起爭議。大規模接種疫苗，並同時針對無主犬隻(無施打疫苗)進行安樂死可能是更為人道的作法。[51]。

- 大规模的疫苗接种一直是控制狂犬病有效的手段之一。较高（大于70%）的疫苗覆盖率可以通过教育活动、跨部门合作、社区参与等措施实现[52]。

- 狂犬病监测活动是执行控制计划的基础。相关疑似病例的报告非常重要，因为它能为管理潜在风险人群提供建议，也能让兽医在与疑似感染的动物接触时采取适当措施[53]。

- 为控制狂犬病，各级卫生部门应当全力合作，并将狂犬病与结核病和疟疾等疾病等同对待，以提高人力物力效率[54]。

### 大規模疫苗接種
- 當1980年代開始在拉丁美洲進行通常為期一周的大規模疫苗接種，預防注射犬隻可達到45萬頭，疫苗接種率達80％，明顯使得犬隻及人的狂犬病發生率下降，證明系統性大規模預防注射為控制犬隻狂犬病最有效的措施；至於無人區的野生動物或有較多無主犬貓區域，疫苗接種可透過投喂口服狂犬病疫苗的誘餌達成，但口服疫苗為活毒疫苗，投放區必須考慮人類活動頻度，風險性及投放疫苗的經濟效益，且不建議使用活毒疫苗做為大規模預防用。[來源請求]

- 瑞士通过投放疫苗食饵而成功根绝狂犬病。科学家在鸡头中渗入减毒活疫苗，再投放到瑞士阿尔卑斯山脉，让当地狂犬病的主要宿主——狐狸食用。狐狸吃下这些鸡头后，减毒活疫苗会诱导狐狸体内产生抗体，进而对狂犬病免疫，因此成功使当地的狂犬病绝迹[55]。

## 歷史
狂犬病早在数千年前就已为人所知，狂犬病的第一个书面记录是大約在西元前兩千年的伊施嫩納法典，该法典规定，如果狗出現狂犬病症狀，其飼主必須不讓他咬人，一旦有人被咬，飼主將被罰款。
在古希腊，狂犬病被认为是由狂怒之神丽沙引起的，因此弹状病毒科下包含狂犬病毒的属被命名为丽沙病毒属。
據葛洪《肘後方》【治卒為犬所咬毒方第五十四】，東晉時有狂犬病的記錄：「及尋常，忽鼻頭燥，眼赤不食。避人藏身，皆欲發狂。」「殺所咬犬，取腦敷之，後不復發。」
- 描绘了两名患有狂犬病的僧侣被带到特雷纳的圣玛丽面前。[58]
- 一张中世纪的木刻版画，描绘了一只狂犬病犬。
- 中世纪时期的阿拉伯对开本，描绘了一条疯狗咬人的画面。大约1224年。

## 外部連結
- 世界卫生组织狂犬病专题 （页面存档备份，存于）
- 中国疾病预防控制中心狂犬病专题
- 微生物免疫學-Rhabdoviridae(彈狀病毒科) （页面存档备份，存于）
- 台灣動物狂犬病防疫網站 （页面存档备份，存于）